# Schlotheimia brachypodia
Schlotheimia brachypodia är en bladmossart som beskrevs av Thériot och Georges Raymond Léonard Naveau 1927. Schlotheimia brachypodia ingår i släktet Schlotheimia och familjen Orthotrichaceae. Inga underarter finns listade i Catalogue of Life.